# Талинский район
Талинский район — административно-территориальная единица в составе Армянской ССР и Армении, существовавшая в 1930—1995 годах. Центр — Талин.

## История
Талинский район был образован в 1930 году. 
Упразднён в 1995 году при переходе Армении на новое административно-территориальное деление.

## География
На 1 января 1948 года территория района составляла 1336 км². 

## Административное деление
По состоянию на 1948 год район включал 1 рабочий посёлок (Алагёз) и 22 сельсовета: Агагчинский, Аккойский, Акункский, Арегский, Ашнакский, Байсызский, Барожский, Верин-Калакутский, Даитанковский, Ехникский, Заринджинский, Какавадзорский, Кармрашенский, Кялашбекский, Мастаринский, Мегрибанский, Неркин-Базмабердский, Неркин-Сасунашенский, Нор-Артикский, Сабунчинский, Тликский.